# Lemlem Hailu
Lemlem Hailu Techane (* 25. Mai 2001) ist eine äthiopische Mittelstreckenläuferin, die sich auf den 1500-Meter-Lauf spezialisiert hat. Ihren größten Erfolg feierte sie mit dem Gewinn der Goldmedaille über 3000 Meter bei den Hallenweltmeisterschaften 2022 in Belgrad.

## Sportliche Laufbahn
Erste internationale Erfahrungen sammelte Lemlem Hailu 2017 bei den U18-Weltmeisterschaften in Nairobi, bei denen sie in 4:20,80 min die Goldmedaille gewann. Im Jahr darauf siegte sie in 4:36,71 min auch bei den Afrikanischen Jugendspielen in Algier und qualifizierte sich damit für die Olympischen Jugendspiele in Buenos Aires, bei denen sie die Bronzemedaille gewann. 2019 nahm sie erstmals an den Afrikaspielen in Rabat teil und gewann dort in 4:20,60 min die Bronzemedaille hinter den Kenianerinnen Quailyne Jebiwott Kiprop und Mary Kuria. Im Februar 2020 verbesserte Hailu in Toruń den von ihrer Landsfrau Gudaf Tsegay gehaltenen U20-Hallenweltrekord über 1500 Meter auf 4:01,79 min und kurz darauf auf 4:01,57 min. Anfang Oktober siegte sie in 4:06,42 min über 1500 Meter beim Kip Keino Classic und im Jahr darauf qualifizierte sie sich für die Olympischen Sommerspiele in Tokio und schied dort mit 4:03,76 min im Halbfinale aus. 2022 startete sie im 3000-Meter-Lauf bei den Hallenweltmeisterschaften in Belgrad und siegte dort in 8:41,82 min.
2023 wurde sie beim Memoriał Kamili Skolimowskiej in 8:29,43 min Dritte über 3000 Meter und bei der Bauhaus-Galan wurde sie in 14:38,06 min Zweite über 5000 Meter. Im August startete sie über 10.000 Meter bei den Weltmeisterschaften in Budapest und gelangte dort mit 32:42,78 min auf Rang 17. Im Jahr darauf belegte sie bei den Hallenweltmeisterschaften in Glasgow in 8:30,36 min den sechsten Platz über 3000 Meter.
In den Jahren 2019 und 2021 wurde Hailu äthiopische Meisterin im 1500-Meter-Lauf.

## Persönliche Bestzeiten
- 1500 Meter: 4:00,32 min, 16. Juni 2022 in Castellón de la Plana
  - 1500 Meter (Halle): 4:01,57 min, 19. Februar 2020 in Liévin (U20-Weltrekord)
- 3000 Meter: 8:29,43 min, 16. Juli 2023 in Chorzów
  - 3000 Meter (Halle): 8:29,28 min, 24. Februar 2021 in Madrid
- 5000 Meter: 14:34,53 min, 9. Juni 2023 in Paris
- 10.000 Meter: 29:59,15 min, 23. Juni 2023 in Nerja